# Nişans de la famille Kajtezović
Les nişans de la famille Kajtezović sont situés en Bosnie-Herzégovine, sur le territoire du village de Pećigrad et dans la municipalité de Cazin. Ils sont inscrits sur la liste des monuments nationaux Bosnie-Herzégovine.
Un nişan est un type particulier de stèle ottomane.